# Антоні Нокер
Антоні Нокер (фр. Anthony Knockaert, нар. 20 листопада 1991, Рубе) — французький футболіст, що грав на позиції нападника.

## Клубна кар'єра
Народився 20 листопада 1991 року в місті Рубе. Вихованець юнацьких команд футбольних клубів «Васкеаль», «Леерс», «Ланс» та «Лескен».
Влітку 2009 року він перебрався в «Генгам», з яким підписав свій перший професійний контракт. 30 липня 2010 року він дебютував за «Генгам» у першому раунді Кубка Ліги, з «Греноблем» (2:1), забивши гол. 29 вересня 2010 року дебютував у чемпіонаті, відігравши 69 хвилин у матчі проти клубу «Гап» (5:0). Незабаром після цього він підписав новий трирічний контракт з клубом 6 жовтня 2010 року. У своєму дебютному сезоні він провів 24 матчі в чемпіонаті, забив два голи, а його команда посіла 3 місце і вийшла до Ліги 2. Там команда завершила сезон 2011/12 на сьомому місці в таблиці, а Нокер став найкращим бомбардиром своєї команди з одинадцятьма голами в чемпіонаті.

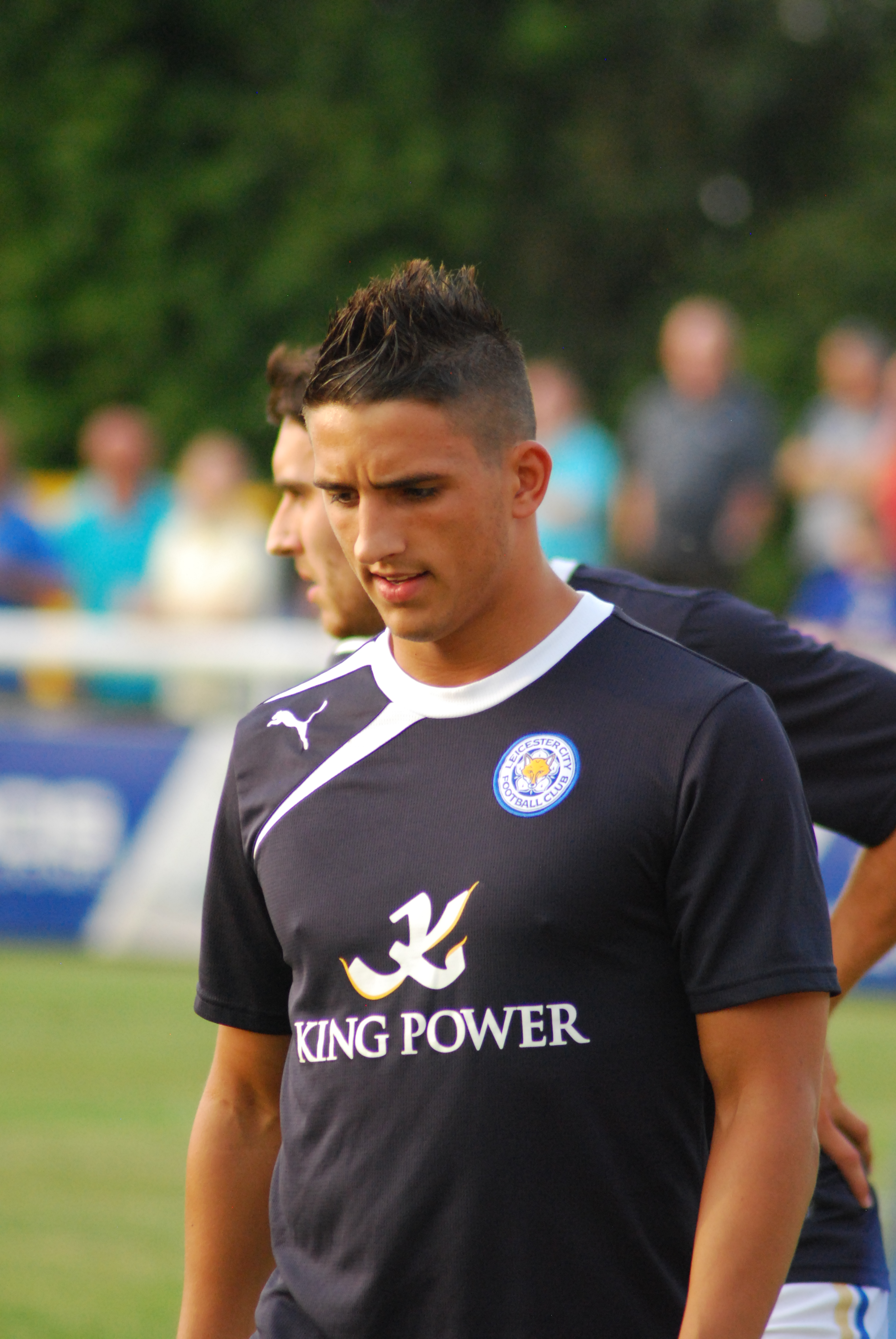
Антоні Нокер на тренуванні «Лестер Сіті». 2013 рік.

Своєю грою за цю команду привернув увагу представників тренерського штабу клубу «Лестер Сіті», до складу якого приєднався 1 серпня 2012 року за 2,5 млн євро, підписавши трирічний контракт. Він дебютував за «лисів» 18 серпня 2012 року, увійшовши в гру в другому таймі в грі з «Пітерборо». Одним із найважливіших голів, які він забив під час гри за «Лестер Сіті», стався у матчі з «Ноттінгем Форест» (3:2), яка забезпечила «Лестеру» місце в плей-оф. Того тижня після гри з «Ноттінгемом» він був визнаний гравцем тижня в Чемпіоншипі. Протягом двох наступних сезонів, які він провів у «Лестері», він здебільшого виходив з лави запасних, але нерідко за час, проведений на полі, був ефективним і забивав голи, хоча після виходу команди до Прем'єр-ліги йому не вдавалося зберегти місце в першій команді. В основному грав ігри за резервний склад у сезоні 2014/15 і по його завершенні покинув команду.
4 червня 2015 року Нокер на правах вільного агента перейшов до бельгійського клубу «Стандард» (Льєж). Він чудово дебютував за новий клуб, забивши свій перший гол за свій новий клуб у грі проти «Кортрейка» (1:2) у стартовій грі сезону. Через п'ять днів він знову забив, цього разу в Лізі Європи з боснійським «Железнічаром» (2:1). Загалом за пів року він провів за «Стандард» 20 ігор і забив 5 голів.

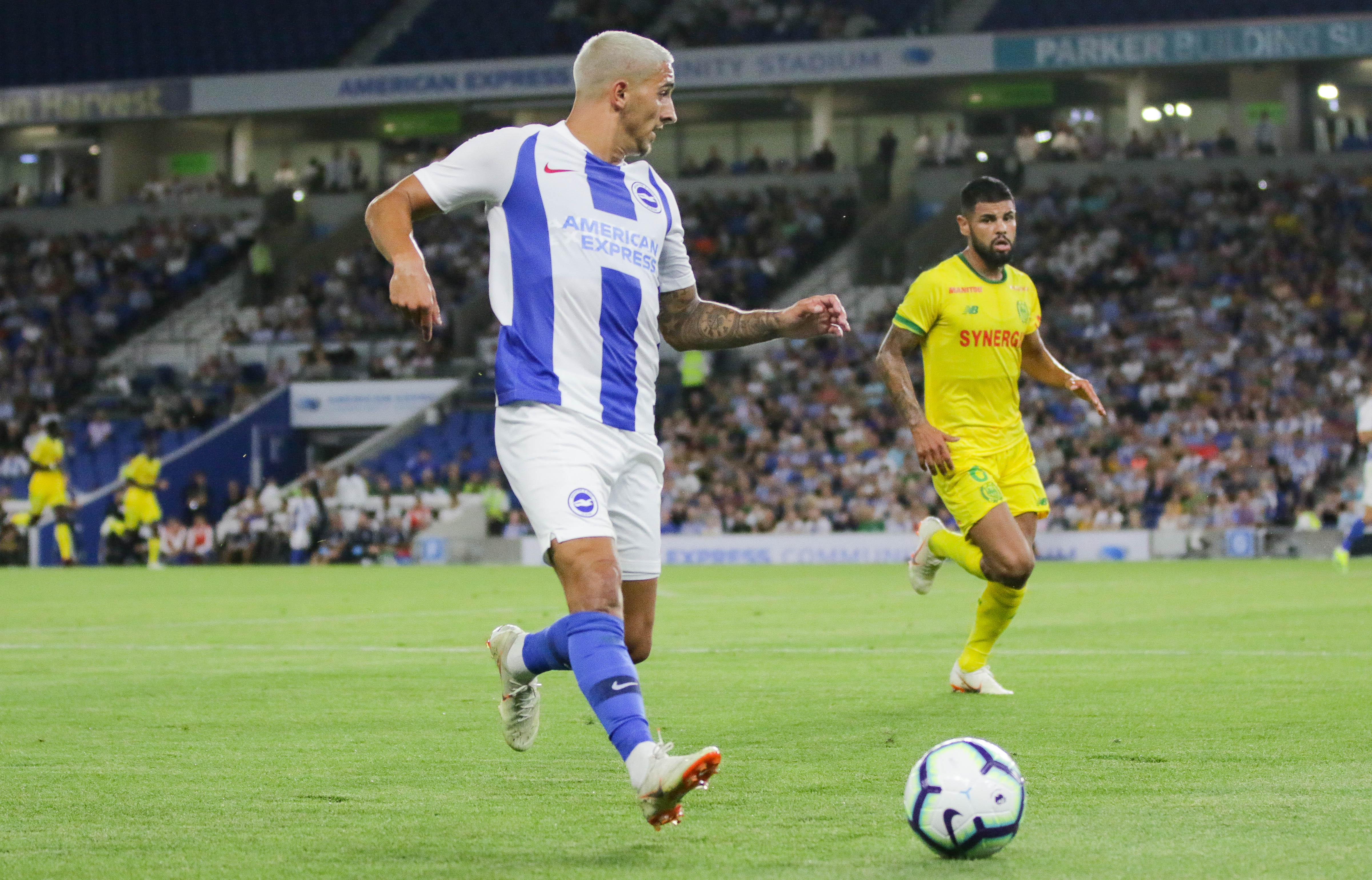
Антоні Нокер під час виступів за «Брайтон енд Гоув».

7 січня 2016 року француз повернувся до Англії, ставши гравцем клубу «Брайтон енд Гоув». Дебютував за новий клуб через п'ять днів після підписання контракту, 12 січня 2016 року, відігравши усі 90 хвилин у грі з «Ротергем Юнайтед» (0:2), а забив свій перший гол за «Брайтон» у переможному матчі проти «Брентфорда» (3:0) 5 лютого 2016 року. У наступному сезоні 2016/17 Нокер добре почав новий сезон, забивши 3 голи в 5 матчах проти «Ноттінгем Форест», «Ротерем Юнайтед» і «Редінг» і загалом за рік провів 45 матчів і забив 15 голів, допомігши своєму клубу вийти в Прем'єр-лігу . У цьому ж сезоні він був оголошений гравцем року в Чемпіоншипі. 15 жовтня 2017 року забив свій перший гол АПЛ в матчі проти «Евертона» (1:1) і загалом за два роки у вищому дивізіоні 63 матчі, забивши 5 м'ячів, допомігши команді обидва рази зберегти прописку в еліті.
21 липня 2019 року Нокер приєднався до «Фулгема» на правах сезонної оренди з обов'язком викупу. 3 серпня Ноккерт дебютував, вийшовши на заміну під час матчу з «Барнслі» (0:1), а свій перший гол за «Фулгем» забив у домашньому переможному матчі проти «Міллволла» (4:0) 21 серпня. За підсумками сезону 2019/20 «Фулгем» вийшов до Прем'єр-ліги, після чого Антоні втратив місце в основі і здебільшого грав на правах оренди за клуби «Ноттінгем Форест», «Волос» та «Гаддерсфілд Таун».
Завершив ігрову кар'єру у команді «Валансьєнн», за яку виступав протягом сезону 2023/24 років у Лізі 2. 11 липня 2024 року Ноккерт оголосив про завершення кар’єри у професійному футболі у віці 32 років.

## Виступи за збірні
2011 року дебютував у складі юнацької збірної Франції (U-20), загалом на юнацькому рівні взяв участь у 10 іграх, відзначившись 4 забитими голами.
2012 року залучався до складу молодіжної збірної Франції. На молодіжному рівні зіграв у 3 офіційних матчах, забив 1 гол.

## Статистика виступів

### Статистика клубних виступів
| Сезон                        | Команда                      | Чемпіонат                    | Чемпіонат | Чемпіонат | Національний кубок | Національний кубок | Національний кубок | Континентальні кубки | Континентальні кубки | Континентальні кубки | Інші змагання | Інші змагання | Інші змагання | Усього | Усього |
| Сезон                        | Команда                      | Ліга                         | Ігор      | Голів     | Ліга               | Ігор               | Голів              | Ліга                 | Ігор                 | Голів                | Ліга          | Ігор          | Голів         | Ігор   | Голів  |
| ---------------------------- | ---------------------------- | ---------------------------- | --------- | --------- | ------------------ | ------------------ | ------------------ | -------------------- | -------------------- | -------------------- | ------------- | ------------- | ------------- | ------ | ------ |
| 2010–11                      | «Генгам»                     | НЧ (ІІІ)                     | 24        | 2         | КФ+КЛ              | 2+4                | 1+2                | -                    | -                    | -                    | -             | -             | -             | 30     | 5      |
| 2011–12                      | «Генгам»                     | Л2 (ІІ)                      | 36        | 11        | КФ+КЛ              | 2+2                | 0+2                | -                    | -                    | -                    | -             | -             | -             | 40     | 13     |
| Усього за «Генгам»           | Усього за «Генгам»           | Усього за «Генгам»           | 60        | 13        |                    | 10                 | 5                  |                      | -                    | -                    |               | -             | -             | 70     | 18     |
| 2012–13                      | «Лестер Сіті»                | ЧФЛ (ІІ)                     | 42+2      | 8+0       | КА+КЛ              | 2+1                | 0+1                | -                    | -                    | -                    | -             | -             | -             | 47     | 9      |
| 2013–14                      | «Лестер Сіті»                | ЧФЛ (ІІ)                     | 42        | 5         | КА+КЛ              | 1+5                | 0+2                | -                    | -                    | -                    | -             | -             | -             | 48     | 7      |
| 2014–15                      | «Лестер Сіті»                | ПЛ                           | 9         | 0         | КА+КЛ              | 1+1                | 0                  | -                    | -                    | -                    | -             | -             | -             | 11     | 0      |
| Усього за «Лестер Сіті»      | Усього за «Лестер Сіті»      | Усього за «Лестер Сіті»      | 93+2      | 13+0      |                    | 11                 | 3                  |                      | -                    | -                    |               | -             | -             | 106    | 16     |
| 2015-січ. 2016               | «Стандард» (Льєж)            | Д1                           | 20        | 5         | КБ                 | 3                  | 0                  | ЛЄ                   | 4                    | 2                    | -             | -             | -             | 27     | 7      |
| січ.-черв. 2016              | «Брайтон енд Гоув»           | ЧФЛ (ІІ)                     | 19+2      | 5+0       | КА+КЛ              | 0+0                | 0                  | -                    | -                    | -                    | -             | -             | -             | 21     | 5      |
| 2016–17                      | «Брайтон енд Гоув»           | ЧФЛ (ІІ)                     | 45        | 15        | КА+КЛ              | 0+0                | 0                  | -                    | -                    | -                    | -             | -             | -             | 45     | 15     |
| 2017–18                      | «Брайтон енд Гоув»           | ПЛ                           | 33        | 3         | КА+КЛ              | 2+2                | 0                  | -                    | -                    | -                    | -             | -             | -             | 37     | 3      |
| 2018–19                      | «Брайтон енд Гоув»           | ПЛ                           | 30        | 2         | КА+КЛ              | 6+0                | 2                  | -                    | -                    | -                    | -             | -             | -             | 36     | 4      |
| Усього за «Брайтон енд Гоув» | Усього за «Брайтон енд Гоув» | Усього за «Брайтон енд Гоув» | 127+2     | 25+0      |                    | 10                 | 2                  |                      | -                    | -                    |               | -             | -             | 139    | 27     |
| 2019–20                      | «Фулгем»                     | ЧФЛ (ІІ)                     | 42+3      | 4+0       | КА+КЛ              | 1+1                | 1+0                | -                    | -                    | -                    | -             | -             | -             | 47     | 5      |
| вер.-жовт. 2020              | «Фулгем»                     | ПЛ                           | 0         | 0         | КА+КЛ              | 0+3                | 0                  | -                    | -                    | -                    | -             | -             | -             | 3      | 0      |
| жовт. 2020–21                | «Ноттінгем Форест»           | ЧФЛ (ІІ)                     | 34        | 2         | КА+КЛ              | 1+0                | 1+0                | -                    | -                    | -                    | -             | -             | -             | 35     | 3      |
| 2021–22                      | «Фулгем»                     | ЧФЛ (ІІ)                     | 4         | 0         | КА+КЛ              | 1+2                | 0+0                | -                    | -                    | -                    | -             | -             | -             | 7      | 0      |
| серп.-вер. 2022              | «Фулгем»                     | ПЛ                           | 0         | 0         | КА+КЛ              | 0+0                | 0                  | -                    | -                    | -                    | -             | -             | -             | 0      | 0      |
| Усього за «Фулгем»           | Усього за «Фулгем»           | Усього за «Фулгем»           | 46+3      | 4+0       |                    | 8                  | 1                  |                      | -                    | -                    |               | -             | -             | 57     | 5      |
| вер. 2022-січ. 2023          | «Волос»                      | SLE                          | 9         | 1         | КН                 | 2                  | 0                  | -                    | -                    | -                    | -             | -             | -             | 11     | 1      |
| січ.-черв. 2023              | «Гаддерсфілд Таун»           | ЧФЛ (ІІ)                     | 5         | 0         | КА+КЛ              | -                  | -                  | -                    | -                    | -                    | -             | -             | -             | 5      | 0      |
| Усього за кар'єру            | Усього за кар'єру            | Усього за кар'єру            | 401       | 63        |                    | 45                 | 12                 |                      | 4                    | 2                    |               | -             | -             | 450    | 77     |